# Michael Stevenson
Michael Stevenson (Säffle, 10 luglio 1984) è un ex ciclista svedese. È fratello di Christofer Stevenson.